# Iowa Stars (CHL)
Die Iowa Stars waren ein US-amerikanisches Eishockeyfranchise der Central Hockey League aus Waterloo, Iowa.  

## Geschichte
Die Memphis South Stars aus der Central Hockey League wurden zur Saison 1969/70 nach Waterloo, Iowa, umgesiedelt und in Iowa Stars umbenannt. In seiner einzigen Spielzeit gelang dem Farmteam der Minnesota North Stars aus der National Hockey League das Erreichen des zweiten Platzes nach der regulären Saison. In den anschließenden Playoffs um den Adams Cup, bezwangen die Iowa Stars zunächst die Tulsa Oilers im Halbfinale, ehe sie im Finale den Omaha Knights in der Best-of-Seven-Serie mit 1:4 Siegen unterlagen. Anschließend wurde das Franchise nach nur einem Jahr bereits wieder aufgelöst.
Von 2005 bis 2008 spielte ein gleichnamiges Franchise in der American Hockey League.

## Saisonstatistik
Abkürzungen: GP = Spiele, W = Siege, L = Niederlagen, T = Unentschieden, OTL = Niederlagen nach Overtime SOL = Niederlagen nach Shootout, Pts = Punkte, GF = Erzielte Tore, GA = Gegentore, PIM = Strafminuten
| Saison  | GP | W  | L  | T  | OTL | SOL | Pts | GF  | GA  | Platz   | Playoffs             |
| 1969–70 | 72 | 35 | 26 | 11 | —   | —   | 81  | 252 | 232 | 2., CHL | Niederlage im Finale |